# Gaspar DiGregorio
Gaspar oder Gaspare DiGregorio (* 1905; † 11. Juni 1970 in Smithtown (New York)) war ein US-amerikanischer Mobster, hochrangiger  Mafioso der US-amerikanischen Cosa Nostra und Oberhaupt der Bonanno-Familie. Er gilt als Schlüsselfigur des sogenannten „Bananen-Kriegs“ innerhalb dieser New Yorker Mafia-Familie.

## Biografie
Als Caporegime der Familie Bonnano schien es darauf hinauszulaufen, dass DiGregorio Consigliere werden könnte; aber Oberhaupt Joseph „Joe Bananas“ Bonanno bestimmte seinen Sohn Salvatore „Bill“ Bonanno dazu.
Diese Entscheidung hinterließ bei DiGregorio einigen Groll und auch sonst rumourte es im Clan. 1964 floh Joe Bonanno sogar aus New York, weil er sich in der Stadt nicht mehr sicher fühlte und die Kommission der Mafia setzte 1965 DiGregorio als neues Oberhaupt ein, was den internen Konflikt weiter befeuerte und zum sogenannten „Bananen-Krieg“ führte.
DiGregorio versuchte den Konflikt endgültig gewaltsam zu lösen, indem er die Bonanno-Fraktion zu einem angeblichen Friedenstreffen nach Brooklyn einlud, um sie dort allerdings alle zu töten. Der Plan scheiterte und erstaunlicherweise wurde bei der sofort einsetzenden Schießerei niemand verletzt.
Der Konflikt kam in eine neue Phase, weil die Oberhäupter der anderen Familien – Carlo Gambino, Tommy Lucchese, Joseph Colombo und Vito Genovese – nunmehr Paul Sciacca unterstützten und diesen 1966 zum Oberhaupt einsetzten. DiGregorio war de facto kaltgestellt und verbrachte seine letzten Lebensjahre auf Long Island.
1970 starb DiGregorio St. John's Episcopal Hospital in Smithtown (New York) an Lungenkrebs und wurde auf dem Friedhof Saint Charles in Farmingdale (New York) beigesetzt.